# Eduardo Hurtado
Eduardo Estíguar Hurtado Roa (ur. 2 grudnia 1969 w Esmeraldas) – ekwadorski piłkarz występujący najczęściej na pozycji napastnika.